# Halimocnemis lasiantha
Halimocnemis lasiantha är en amarantväxtart som beskrevs av Modest Mikhaĭlovich Iljin. Halimocnemis lasiantha ingår i släktet Halimocnemis och familjen amarantväxter. Inga underarter finns listade i Catalogue of Life.